# Петко
Петко је јужнословенско мушко име и источнословенско презиме. Настало је од грчке речи "петрос" (грч. πέτρος) па је значење "непоколебљив". Може се односити на:
Познати
- Петко Славејков (1827–1895), бугарски песник, публициста, јавна личност и фолклориста 19.
- Петко Каравелов (1843–1903), водећи бугарски либерални политичар
- Петко Илић (1886–1912), српски четник